# Кольцо (село)
Кольцо (кирг. Кольцо) — село в Баткенской области Кыргызстана. Административно подчинено городской администрации Сулюкты.

## География
Село расположено в западной части области, на расстоянии приблизительно 4 километров (по прямой) к северо-северо-западу от города областного подчинения Сулюкта. Абсолютная высота — 999 метров над уровнем моря.

## Население
Согласно оценочным данным Национального статистического комитета Кыргызской Республики, численность населения села на начало 2023 года составляла 649 человек.
| год     | 2009 | 2014 | 2015 | 2020 | 2021 | 2023 |
| ------- | ---- | ---- | ---- | ---- | ---- | ---- |
| человек | 715  | 737  | 549  | 687  | 712  | 649  |